# Muottas-Muragl-Bahn
| |                     |                                        |              |
| Fahrplanfeld: | 2980                |                                        |              |
| Streckenlänge: | 2,185 km            |                                        |              |
| Spurweite: | 1000 mm (Meterspur) |                                        |              |
| Maximale Neigung: | 540 ‰               |                                        |              |
| Streckengeschwindigkeit: | 5 m/s = 18 km/h     |                                        |              |
| |                     |                                        |              |
| \| \| \| Punt Muragl 46,509° N, 9,8828° O \| 1739 m ü. M. \| \| \| \| Abtsche Ausweiche 46,5154° N, 9,893° O \| \| \| \| \| Muottas Muragl 46,5217° N, 9,9019° O \| 2448 m ü. M. \| |                     |                                        |              |
| Kopfbahnhof Streckenanfang |                     | Punt Muragl 46,509° N, 9,8828° O       | 1739 m ü. M. |
| |                     | Abtsche Ausweiche 46,5154° N, 9,893° O |              |
| Kopfbahnhof Streckenende |                     | Muottas Muragl 46,5217° N, 9,9019° O   | 2448 m ü. M. |

Die Muottas-Muragl-Bahn ist eine Standseilbahn zwischen Samedan und Pontresina und führt von Punt Muragl auf den Muottas Muragl in der Schweiz. In Punt Muragl besteht Anschluss an die Bahnstrecke Samedan–Pontresina und an die Berninabahn.

## Geschichte
Die Muottas-Muragl-Bahn wurde von 1905 bis 1907 durch von Roll erbaut und am 9. August 1907 als erste Standseilbahn des Oberengadins dem Betrieb übergeben. Während der Antrieb 1930, 1966 und 1992 erneuert wurde, blieben die roten Holzwagen 55 Jahre in Betrieb und wurden 1962 durch die beiden heutigen je 80plätzigen Modelle von Gangloff ersetzt, während die Originalfahrzeuge ein zweites Leben als Pfadiheim in Samedan bekamen.

## Galerie

Muottas Muragl und Piz Kesch im Hintergrund, historisches Luftbild von Werner Friedli (1954)
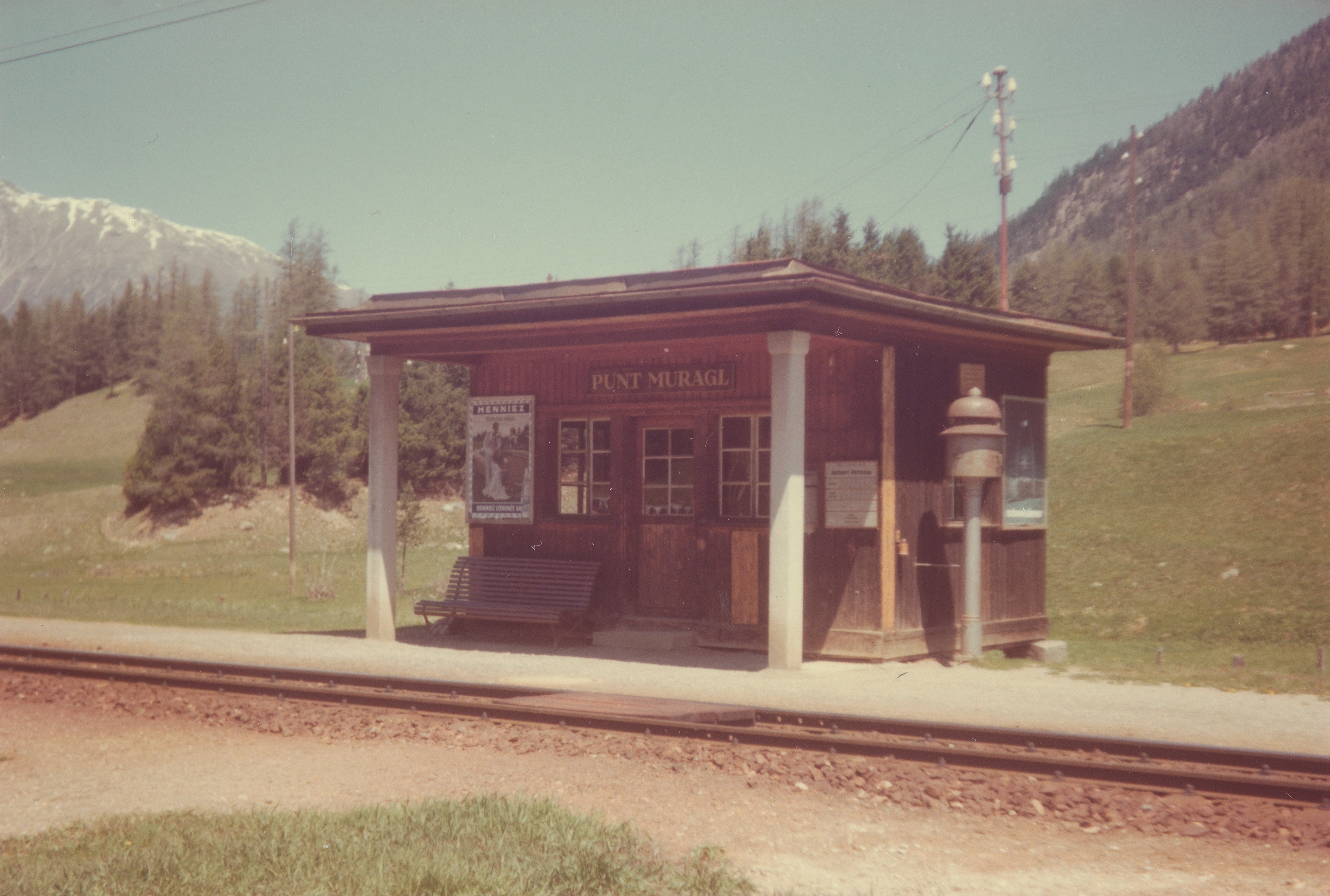
Punt Muragl RhB
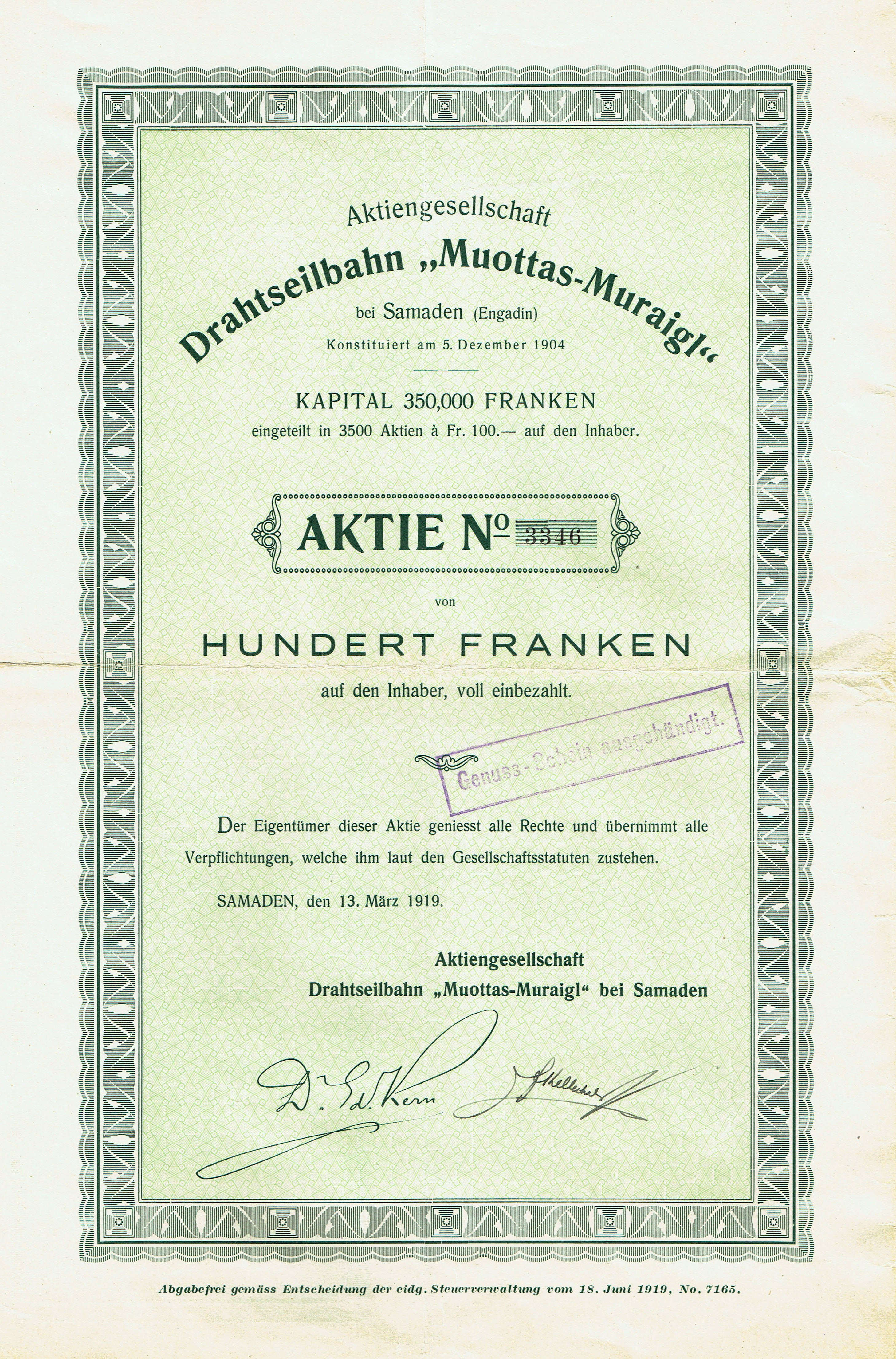
Aktie über 100 Franken der Aktiengesellschaft Drahtseilbahn «Muottas-Muraigl» bei Samaden vom 13. März 1919
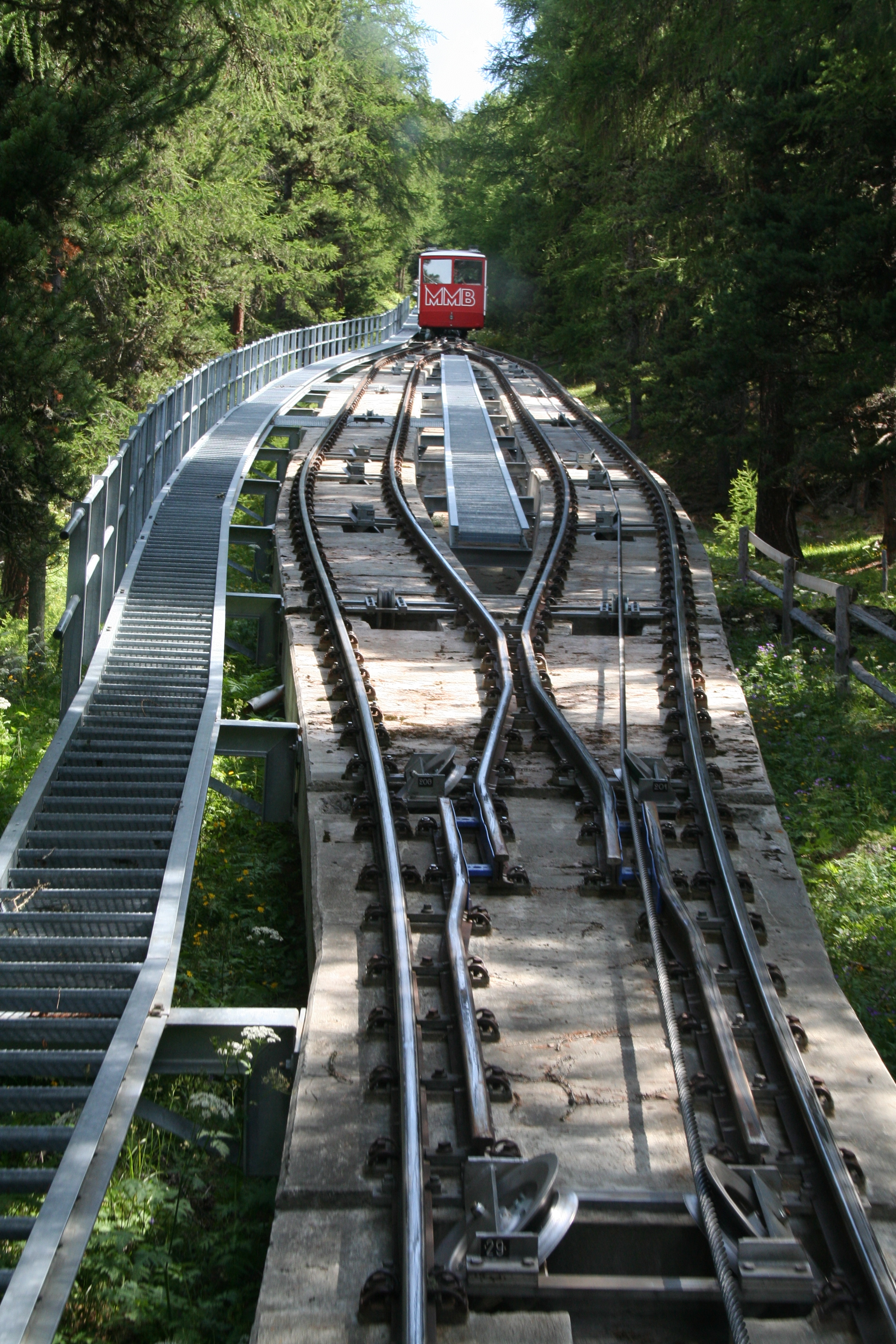
Ausweiche der Standseilbahn
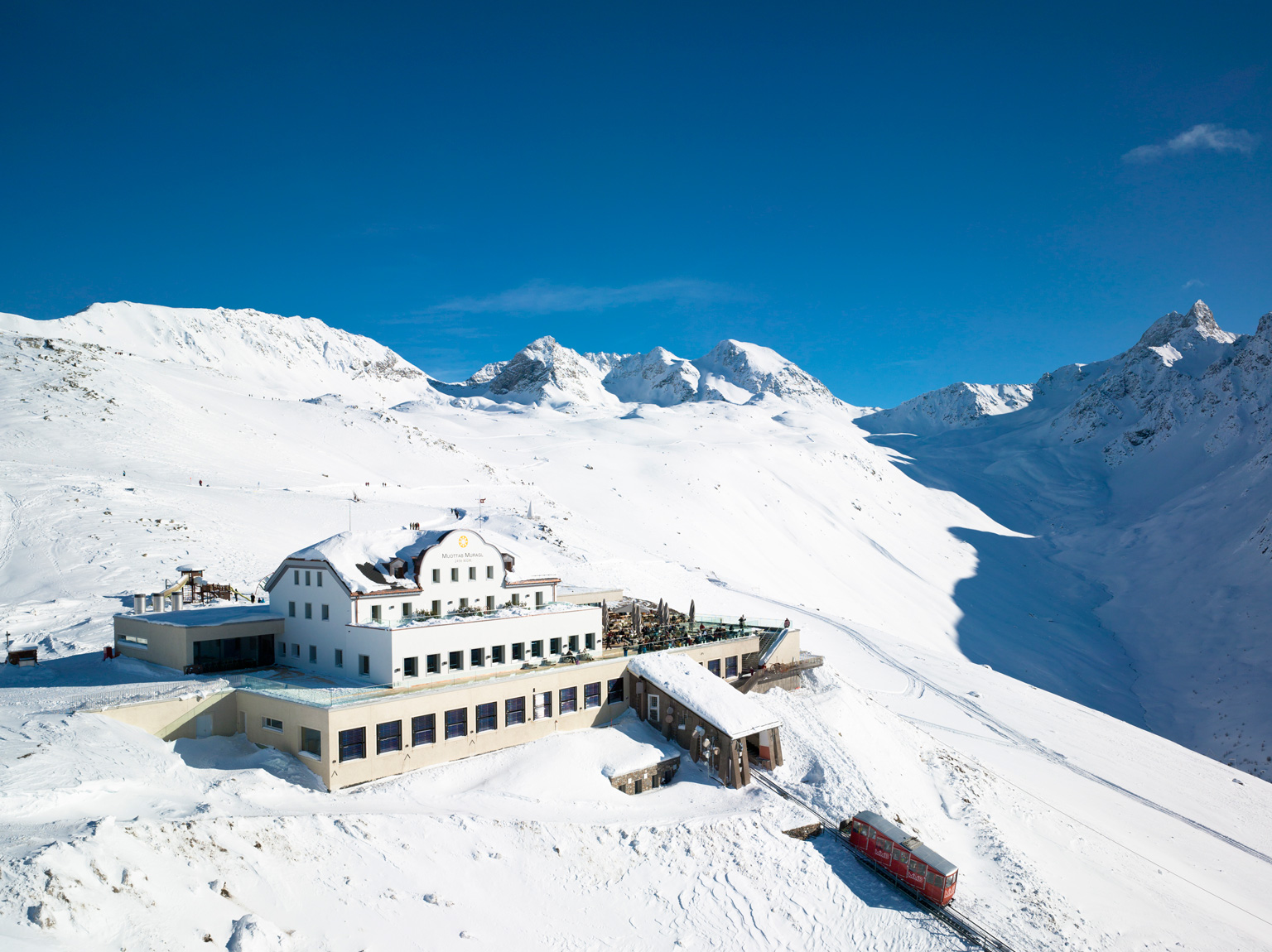
Bergstation und Hotel im Winter